# Letov Š-1
O Letov Š-1 foi a primeira aeronave militar projetada e construída por uma fábrica checoslovaca. 

## História
Os trabalhos iniciaram-se em junho de 1919 no protótipo de um biplano com dois assentos, liderado por Alois Šmolík. O capitão Klement Adamec (piloto de corrida dos carros Walter WI e WZ), voou pela primeira vez com a aeronave em abril de 1920. Baseado neste voo, o Ministério de Defesa, ainda hesitante, decidiu iniciar uma produção em série desta aeronave. As principais missões desta aeronave eram voos de reconhecimento e bombardeio leve.
Oficialmente demonstrado em 8 de maio de 1920 em um aeroporto militar em Kbely, na presença de militares do alto escalão da Checoslováquia e outros círculos militares e civis. Surpreendeu pelo ótimo desempenho - uma velocidade de 200 km/h foi atingida com uma capacidade de carga de 500 kg, com um motor de 220 hp. A Força Aérea introduziu uma nova designação para distinguir as diferentes configurações de motores, sendo o Š-H-1 com o motor original Hiero L e o Š-M-1 com um motor Maybach Mb-IVa. A aeronave fabricada sob licença da Aero (com os motores Maybach Mb-Iva) foram denominados Š-M-2. Foi assim até 1923, onde então foi simplificado para que todas as aeronaves que tivessem o motor Hiero L seriam designadas Š-1 e as com o motor Maybach, Š-2.

## Descrição

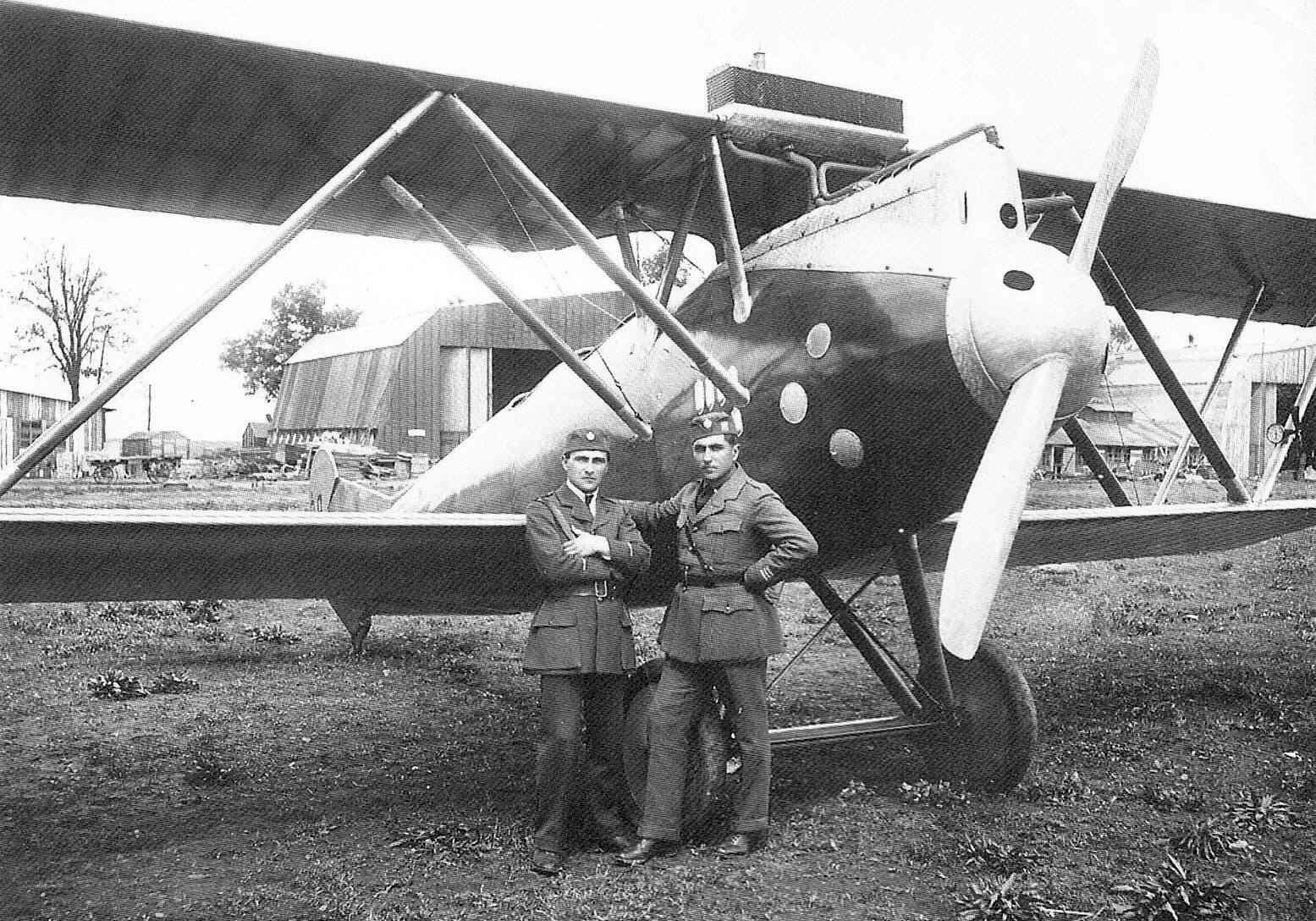
Letov Šm-1 em 1920 (Alois Šmolík e o piloto Klement Adamec)

A aeronave era um biplano monomotor com dois assentos, construído inteiramente de madeira, com um trem de pouso fixo. A fuselagem, com seção cruzada oval, era formada com madeira compensada. O armamento consistia de uma metralhadora sincronizada Vickers operada pelo piloto e o observador operava duas metralhadoras Lewis. Também podia carregar duas bombas de 50 kg ou doze bombas de 10 kg. Posteriormente, algumas aeronaves foram equipadas com um rádio e uma câmera. 
O primeiro protótipo decolou em 1920, atingindo uma velocidade de 194 km/h. Entretanto, tinha problemas com a estabilidade direcional, o que fez com que vários formatos e tamanhos de lemes tenham sido testados no protótipo e outras aeronaves. No fim, a aeronave foi equipada com um grande leme retangular, mas ainda assim, a estabilidade direcional era uma de suas fraquezas. Mesmo com estes problemas, os testes em voo foram concluídos satisfatoriamente. 
Após os testes bem-sucedidos, o Ministério de Defesa da Checoslováquia encomendou 90 aeronaves. Os motores Hiero L com uma potência de 230 hp (169 kW), fabricados em Praga pela Breitfeld & Daněk, foram instalados no Š-1. Pelo fato de que apenas 28 motores destes estavam disponíveis e a fábrica não o produzia mais, as aeronaves remanescentes utilizaram motores encontrados em vários depósitos militares, o então Maybach Mb.IVa, que possuía uma potência de 260 hp (194 kW). Estes motores seriam inicialmente utilizados em aeronaves alemãs, mas por ter um alto consumo de combustível, acabou não sendo instalado. 

## Diferenças entre o Š-1 e Š-2

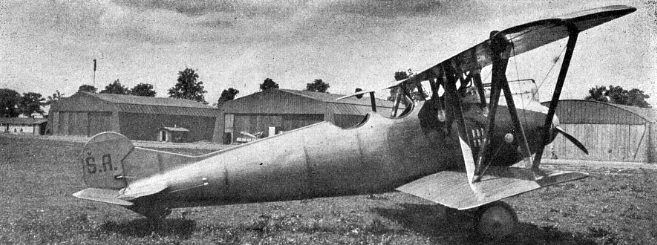
Protótipo Š.A. com o motor Hiero L (1920)

Apesar de ambas as aeronaves possuírem a mesma fuselagem, por terem motores diferentes podem ser facilmente identificadas pelos escapamentos: o Š-1 tem cinco escapamentos quase horizontais ao lado esquerdo do motor (o escapamento do 5º e 6º cilindros é o mesmo), enquanto que o Š-2 possui um grande escapamento no lado direito do motor.

## Sobreviventes
Apenas um Š-2 com um motor Maybach sobreviveu no mundo. Está localizado no hall da Força Aérea Checoslovaca 1918-1921 no Museu de Aviação em Praga-Kbely. Foi restaurado em 2003, anteriormente de propriede do Museu Técnico Nacional em Praga-Letná. 